# Station Zoetermeer Oost
Station Zoetermeer Oost is een spoorwegstation in het Zuid-Hollandse Zoetermeer aan de spoorlijn Den Haag - Gouda - Utrecht.

## Kenmerken
De spoorlijn met het station bevindt zich tussen de autosnelweg A12 aan de noordzijde en de Zuidweg aan de zuidzijde. Ten noorden van de A12 ligt de oude dorpskern van Zoetermeer, aan de Eerste Stationsstraat.
Het station heeft een eilandperron bereikbaar via twee overpaden met AOB (gescheiden van de overweg met AHOB iets verderop) en ook via een naastgelegen voetgangerstunnel. Via de overpaden komt men bij een parkeerplaats en een weg waarop voetgangers en fietsers niet toegestaan zijn. Deze overpaden zijn dus alleen voor degenen die per auto naar het station komen. Aan het oostelijke uiteinde van het perron is er ook nog een voetgangersbrug over het zuidelijke spoor naar de Zuidweg.
Het is een station met poortjes.

## Afbeeldingen

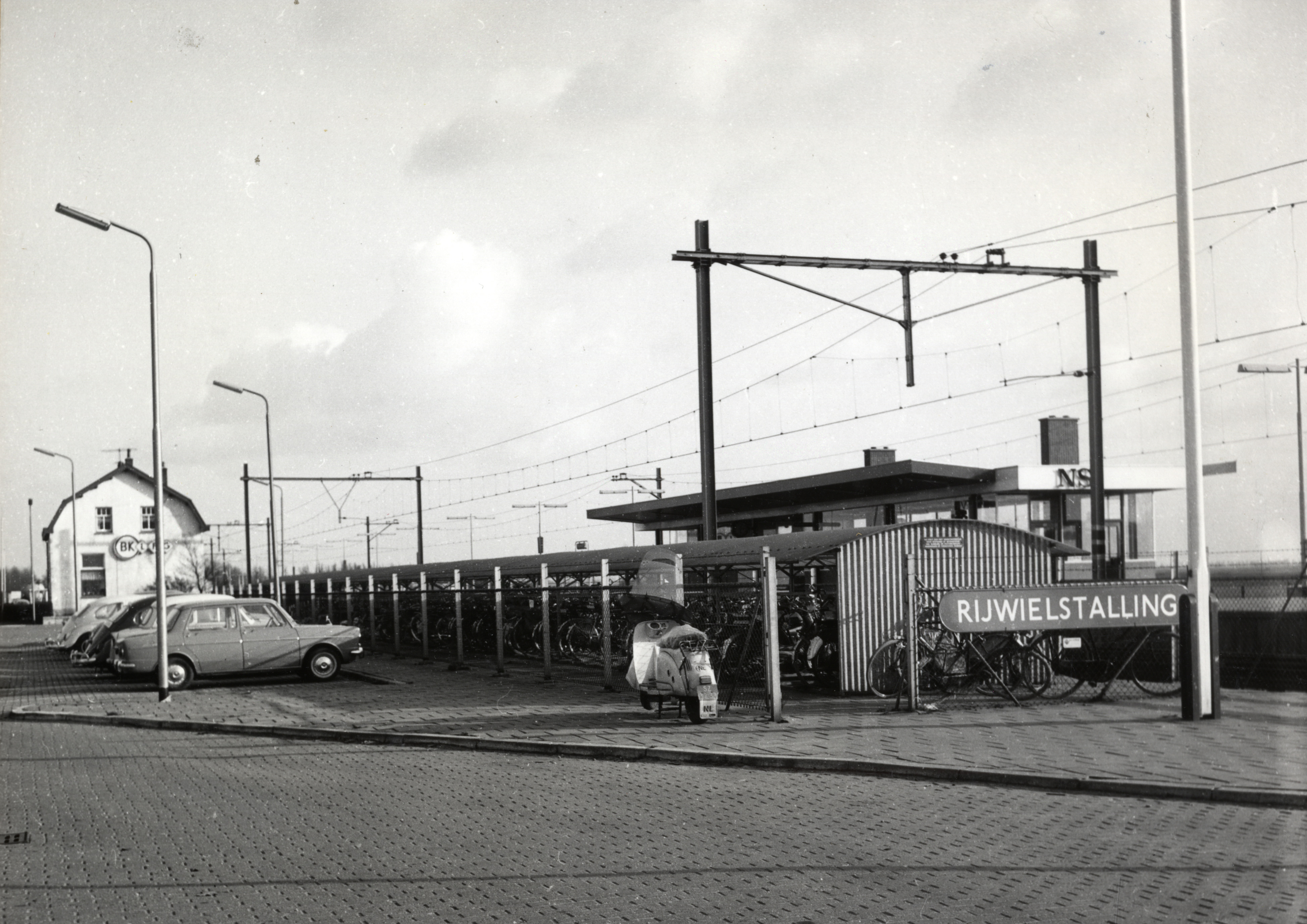
Station in 1967, toen nog Zoetermeer geheten
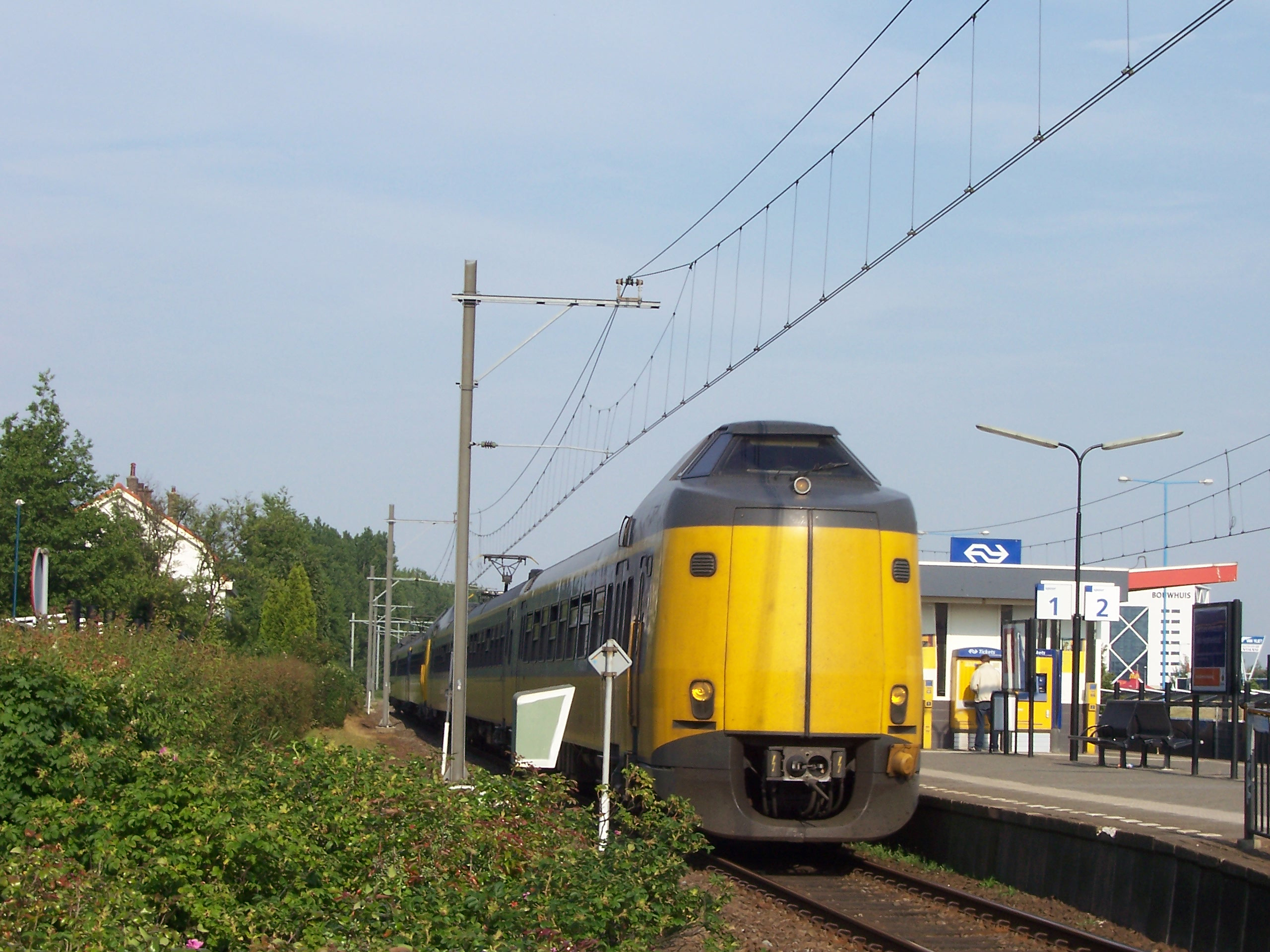
Een intercity passeert Zoetermeer Oost in 2006, toen het stationsgebouw er nog stond
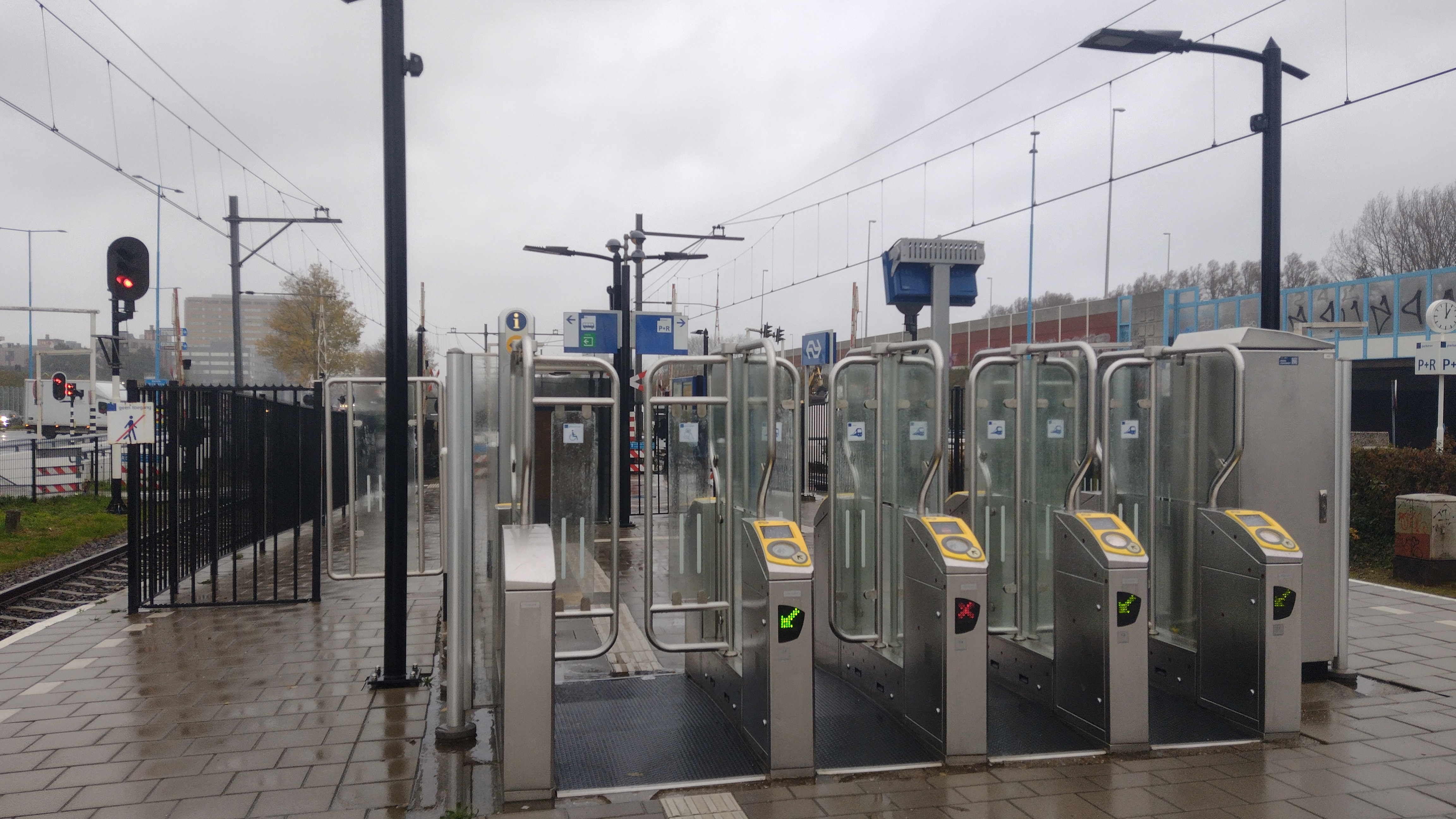
De perrontoegang van het station

## Geschiedenis
Het eerste station van Zoetermeer werd geopend op 1 mei 1870 onder de naam Zoetermeer-Zegwaard. Dit station werd gesloten op 15 mei 1938. Op 15 mei 1965 werd op dezelfde locatie het huidige station geopend onder de naam Zoetermeer. In 1973 werd een stuk naar het westen het nieuwe station Zoetermeer geopend, dichter bij het nieuwe stadscentrum. De naam van het oude station werd om die reden per 3 juni 1973 veranderd in Zoetermeer Oost.
De loketten zijn vervangen door de automaten. In 2008 werd het inmiddels verpauperde stationsgebouw, waarvoor geen huurder was, vervangen door een verwarmde abri. Deze werd later weer verwijderd.
Oostelijk van Zoetermeer is op 9 december 2018 station Lansingerland-Zoetermeer geopend. Omdat een stop extra in eerste instantie niet viel in te passen in de dienstregeling op de spoorlijn Gouda - Den Haag, werd geopperd station Zoetermeer Oost na realisatie hiervan te sluiten. Uit later onafhankelijk onderzoek bleek dat een extra stop technisch wel mogelijk is als er ook een extra intercitystop wordt ingelast op het traject Den Haag - Gouda. Ook deze variant is uiteindelijk niet gekozen; op 16 juni 2014 besloot de minister van Infrastructuur en Milieu dat station Lansingerland-Zoetermeer gerealiseerd kon gaan worden zonder aanpassingen in de dienstregeling van de intercity's.

## Treinen
Het station wordt in de dienstregeling 2025 door de volgende treinseries bediend:
| Serie | Treinsoort    | Route                                                                                            | Bijzonderheden                                           |
| ----- | ------------- | ------------------------------------------------------------------------------------------------ | -------------------------------------------------------- |
| 6000  | Sprinter (NS) | Den Haag Centraal – Zoetermeer Oost – Gouda – Utrecht Centraal – Geldermalsen – 's-Hertogenbosch | Rijdt alleen na 18:00 uur en van vrijdag t/m zondag.     |
| 6800  | Sprinter (NS) | Den Haag Centraal – Zoetermeer Oost – Gouda – Gouda Goverwelle                                   | Rijdt alleen tijdens de spits van maandag t/m donderdag. |
| 6900  | Sprinter (NS) | Den Haag Centraal – Zoetermeer Oost – Gouda – Utrecht Centraal – Geldermalsen – Tiel             | Rijdt alleen van maandag t/m donderdag tot 18:00 uur.    |

## Buslijnen
De volgende buslijnen van HTM en RET stoppen op station Zoetermeer Oost:
| Lijn                  | Route                                                   | Via | Vervoerder            | Opmerkingen                       |
| R-net/Zo-Ro Rotterdam | R-net/Zo-Ro Rotterdam                                   | R-net/Zo-Ro Rotterdam                                                                                            | R-net/Zo-Ro Rotterdam | R-net/Zo-Ro Rotterdam             |
| --------------------- | ------------------------------------------------------- | --- | --------------------- | --------------------------------- |
| 170                   | Zoetermeer, Centrum-West - Rodenrijs, Metrostation      | Station Zoetermeer, Station Zoetermeer Oost, Station Lansingerland-Zoetermeer, ZoRo-busbaan, Berkel en Rodenrijs | RET                   |                                   |
| Nachtnet Den Haag     |                                                         | |                       |                                   |
| N6                    | Den Haag, Centraal Station → Den Haag, Centraal Station | Leidschenveen, Zoetermeer                                                                                        | HTM                   | Alleen vrijdag- en zaterdagnacht. |

## Ontwikkeling aantal reizigers
Het aantal door NS vervoerde reizigers (per gemiddelde werkdag) ontwikkelde zich sedert 2019 als volgt:
| Jaar | Aantal reizigers |
| ---- | ---------------- |
| 2019 | 2.657            |
| 2020 | 1.026            |
| 2021 | 870              |
| 2022 | 1.428            |
| 2023 | 1.691            |
| 2024 | 1.503            |

-3,0: Gouda ·
2,0: Zuidplaspolder ·
6,3: Zevenhuizen-Moerkapelle ·
9,1: Bleiswijk-Kruisweg ·
10,8: Lansingerland-Zoetermeer ·
12,6: Zoetermeer Oost ·
13,7: Zoetermeer ·
19,3: Nootdorp Noord ·
19,7: Den Haag Ypenburg ·
22,2: Voorburg ·
25,1: Den Haag SS ·
25,1: Den Haag Centraal
Alphen a/d Rijn ·
Arkel · 
Barendrecht · 
Bodegraven · 
Boskoop · 
-Snijdelwijk · 
Boven Hardinxveld · 
Capelle Schollevaar · 
De Vink · 
Delft · 
-Campus · 
Den Haag:
-Centraal · 
-HS ·
-Laan van NOI · 
-Mariahoeve · 
-Moerwijk · 
-Ypenburg · 
Dordrecht · 
-Stadspolders ·
-Zuid ·
Gorinchem · 
Gouda · 
-Goverwelle · 
Hardinxveld:
-Blauwe Zoom · 
-Giessendam · 
Hillegom · 
Lansingerland-Zoetermeer · 
Leiden:
-Centraal · 
-Lammenschans · 
Nieuwerkerk a/d IJssel · 
Rijswijk · 
Rotterdam:
-Alexander · 
-Blaak · 
-Centraal · 
-Lombardijen · 
-Noord · 
-Stadion · 
-Zuid · 
Sassenheim · 
Schiedam Centrum · 
Sliedrecht · 
-Baanhoek · 
Voorburg · 
Voorhout · 
Voorschoten ·
Waddinxveen · 
-Noord ·
-Triangel ·
Zoetermeer · 
-Oost · 
Zwijndrecht
Geplande stations:
Gorinchem Noord · Hazerswoude-Koudekerk · Schiedam Kethel
Voormalige stations: zie de lijst van voormalige spoorwegstations in Zuid-Holland